# Cicerbita violaefolia
Cicerbita violaefolia là một loài thực vật có hoa trong họ Cúc. Loài này được (Decne.) Beauverd mô tả khoa học đầu tiên năm 1910.